# Jannai (Dichter)
Jannai (auch: Jannaj, hebräisch יניי) war einer der ältesten namentlich bekannten hebräischen liturgischen Dichter der Spätantike, dessen Dichtungen z. T. in der Genisa der Ben-Esra-Synagoge in Kairo wieder aufgefunden wurden. Er lebte während der byzantinischen Epoche zwischen dem 5. und 6. Jahrhundert in Palästina.
Jannai schuf gattungsmäßig, stilistisch und technisch (Endreim, Strophenbau) die Basis für den klassischen Pijjut (Plural ‚pijjutim‘, etymologisch verwandt mit griechisch ‚poiesis‘) und vermerkte als erster seine Autorschaft durch Namensakrostichon. Die hebräische liturgische Dichtung wird vom Vorbeter zu traditionellen Melodien vorgetragen, teilweise auch mit Chor gesungen. Als Gattung dominiert bei ihm Qerobah (poetische Ausschmückung des Schmone essre) bzw. Qeduschta (spezielle Form der Qerobah). Jannai ist der erste Dichter, der Qerobot verfasst hat, und zwar zu sämtlichen Wochenabschnitten des dreijährigen Lesezyklus des Palästinischen Talmuds. Sie büßten ihren Platz im Gottesdienst ein und gerieten in Vergessenheit mit dem Aufkommen des einjährigen Lesezyklus des Babylonischen Talmuds.
Die zahlreichen von ihm erhaltenen poetischen Stücke waren unter dem Namen Machsor Jannaj verbreitet.
Ab dem 19. Jahrhundert begannen Forscher die Genisa der Ben-Esra-Synagoge in Kairo auszuwerten und fanden in der Manuskriptsammlung Poesien von Jannai in Palimpsesten.

## Ausgaben
- Machsor Jannaj, ed. Israel Davidson, New York 1919.
- The Liturgical Poems of Rabbi Yannai according to the Triennial Cycle of the Pentateuch and the Holidays. by Zvi Meir Rabinovitz. 2 Vols. Jerusalem 1985/87.